# Tutmose (chaty)
| G26 | F31 | S29 |

| G26 | F31 | S29 |

Tutmose fue chaty durante la última parte del reinado de Ramsés II, faraón de la dinastía XIX.
Tutmose fue nombrado chaty alrededor del año 45 de Ramsés. La escasez de testimonios sobre él encontrados apunta a una corta duración en el cargo. Es mencionado en la tumba de Rahotep II en Sedment, lo que parece indicar que su actuación como chatys o es simultánea o que fue el sucesor. Tutmose también es conocido por un ostracon encontrado en el Valle de los Reyes de Tebas. Esta ubicación podría indicar que fue chaty en el Alto Egipto, el sur. 